# Liste der Monuments historiques in La Tremblade
Die Liste der Monuments historiques in La Tremblade führt die Monuments historiques in der französischen Gemeinde La Tremblade auf.

## Liste der Bauwerke
| Bezeichnung        | Beschreibung                             | Standort                      | Kennzeichnung | Schutzstatus | Datum | Bild           |
| ------------------ | ---------------------------------------- | ----------------------------- | ------------- | ------------ | ----- | -------------- |
| Batterie Muschel   | Geschützstellung des Atlantikwalls, 1944 | Canton du Pavillon Est (Lage) | PA17000056    | Inscrit      | 2002  | weitere Bilder |
| Phare de la Coubre | Leuchtturm, erbaut 1905                  | (Lage)                        | PA17000095    | Inscrit      | 2011  | weitere Bilder |

## Liste der Objekte
| Bezeichnung               | Beschreibung                     | Standort                         | Kennzeichnung | Schutzstatus | Datum | Bild |
| ------------------------- | -------------------------------- | -------------------------------- | ------------- | ------------ | ----- | ---- |
| Skulptur Madonna mit Kind | Holz, vergoldet, 19. Jahrhundert | in der Kirche Sacré-Coeur (Lage) | PM17001482    | Inscrit      | 1985  |      |